# Парламентские выборы в Пакистане (1990)
Всеобщие выборы в Пакистане прошли 24 октября 1990 года. На них избиралось 217 членов Национальной ассамблеи. В результате победу неожиданно одержал оппозиционный консервативный Исламский демократический альянс под руководством Наваза Шарифа, получивший 106 мест парламента. ИДА выступал за приватизацию и консервативную социальную политику. Явка составила 45,5 %.

## Предвыборная обстановка
Пакистанская народная партия под руководством Беназир Бхутто одержала убедительную победу на предыдущих выборах в 1988 году. Однако, к 1990 году проявилось недовольство из-за усиливающего беззакония, обвинений в коррупции и неспособности правительства выполнить обещания, данные во время предвыборной кампании 1988 года.

## Предвыборная кампания
ПНП выступала в коалиции с 3 другими партиями как Народный демократический альянс.
К началу кампании опросы свидетельствовали о прочном положении Бхутто и Народного демократического альянса, так как правительство не выявило достаточно доказательств, подтверждавших обвинения, выдвинутые против неё. К концу кампании Бхутто собирала сотни тысяч сторонников на маршах в Лахоре, тогда как в соседних демонстрациях в поддержку Шарифа участвовало около десяти тысяч.

## Результаты
| Партия                                      | Голоса     | %    | Места | +/-   |
| ------------------------------------------- | ---------- | ---- | ----- | ----- |
| Исламский демократический альянс            | 7 908 513  | 37,4 | 106   | +50   |
| Народный демократический альянс             | 7 795 218  | 36,8 | 44    | новая |
| Движение Муттахида Кауми                    | 1 172 525  | 5,5  | 15    | новая |
| Собрание исламских клериков                 | 622 214    | 2,9  | 6     | −1    |
| Национальная партия Авами                   | 356 160    | 1,7  | 6     | +4    |
| Собрание пакистанских клериков (Noorani)    | 310 953    | 1,5  | 3     | новая |
| Пакистанская народное движение              | 237 492    | 1,1  | 0     | новая |
| Республиканская народная партия             | 129 431    | 0,6  | 2     | новая |
| Пакистанская национальная партия            | 127 287    | 0,6  | 2     | +2    |
| Пакистанский альянс Милли Авами             | 73 635     | 0,3  | 1     | новая |
| Синдский национальный фронт                 | 51 990     | 0,2  | 0     | новая |
| Пакистанская демократическая партия         | 51 645     | 0,2  | 0     | 0     |
| Белуджистанский национальное движение       | 51 297     | 0,2  | 0     | новая |
| Синдский национальный альянс (Hamid Jatioi) | 31 125     | 0,1  | 0     | новая |
| 13 прочих партий                            | 64 470     | 0,3  | 0     | -     |
| Независимые                                 | 2 179 956  | 10,3 | 22    | −18   |
| Недействительных/пустых бюллетеней          | 231 568    | -    | -     | -     |
| Всего                                       | 21 395 479 | 100  | 207   | 0     |
| Источник: Nohlen et al.                     |            |      |       |       |